# Poszurul csikhjora
A Poszurul csikhjora (hangul: 보스를 지켜라, RR: Boseureul jikyora), angol címén Protect the Boss 2011-ben bemutatott dél-koreai televíziós sorozat Cshö Ganghi, Csi Szong és Kim Dzsedzsung főszereplésével. Az eredetileg 16 részesre tervezett sorozatot a magas nézettségi ráta miatt két epizóddal meghosszabbították.

## Történet
Csha Dzsihon egy lusta, semmirekellő, gyerekes fiatalember, akinek édesapja egy jól menő csebolvállalatot irányít. Bátyja halála óta Dzsihon szinte esztelenül viselkedik és nem hajlandó a céggel foglalkozni. Unokatestvére, a „pénzügyi világ hercegének” tartott Muvon annál inkább foglalkozna a vállalattal, csakhogy nagybátyja inkább az édes fiára hagyná az irányítást. Mindkettejük életébe berobban a szabad szájú, kemény öklű, öntudatos No Unszol, aki titkárnőnek jelentkezik a céghez, bár a képesítése nem épp a legjobb. Amikor azonban a nő a felvételi interjú igazságtalanságai miatt odamondogat Muvonnak, a férfi úgy dönt, felveszi a nagyszájú nőt Dzsihon titkárnőjének, csak hogy megkeserítse az unokatestvére életét. Dzsihon eleinte ki nem állhatja az akadékoskodó titkárnőjét, azonban sem ő, sem Muvon nem számít arra, hogy mindketten vonzódni kezdenek a talpraesett nőhöz. Unszol végül mindkét férfi lelki-érzelmi problémáit megoldja, bár a szívét csak egyikük nyerheti el.

## Szereplők
- Csi Szong: Csha Dzsihon, a gyermeteg csebolörökös
- Cshö Ganghi: No Unszol, a titkárnő
- Kim Dzsedzsung: Csha Muvon, Dzsihon pénzügyi zseni unokatestvére
- Vang Dzsihje: Szo Najun, Dzsihon és Muvon gyerekkori barátnője